# 仙山線
仙山線（せんざんせん）は、宮城県仙台市青葉区の仙台駅から山形県山形市の羽前千歳駅を結ぶ、東日本旅客鉄道（JR東日本）の鉄道路線（幹線）である。運行系統としては、奥羽本線の羽前千歳駅から山形駅までも含む。
宮城県の県庁所在地である仙台と山形県の県庁所在地である山形とを結んでいる。名称は、仙台と山形から頭文字を1字ずつとって付けられた。日本初の交流電化が行われた路線でもある（詳細は「#日本初の交流電化」の節を参照）。
全線にわたって高速バス（仙台- 山形線）と競合関係にあり、運行本数は高速バスの方が圧倒的に多い。

## 概要
起点の仙台駅で東北新幹線および東北本線に、終点の羽前千歳駅では奥羽本線に接続している。羽前千歳からはすべての列車が奥羽本線の山形駅に直通するため、運転系統としての仙山線は奥羽本線羽前千歳駅 - 山形駅間を含んでいる。同区間には軌間の異なる山形新幹線／山形線（軌間1,435mmの標準軌）用とは別に独立した軌間1067mmの狭軌の単線が仙山線用に敷設されており、北山形駅 - 山形駅間は左沢線の列車と共用している。
全線が仙台市内と山形市内にあり、東北本線との分岐部分で僅かに仙台市宮城野区、奥新川駅 - 仙山トンネルの間は一部太白区を通るものの駅や信号場などの施設はなく、駅はすべて仙台市青葉区内と山形市内にある。途中で他の市町村を通ることなく県庁所在地同士を直接結び、かつその両都市のみで完結するJRの路線は仙山線のみである。
県境付近は奥羽山脈が跨る勾配の厳しい山岳区間で、運行車両にもそれに対応する性能が求められるほか、秋季には車窓から紅葉を見ることができる反面、落葉によって車輪の空転が引き起こされ、ダイヤが乱れやすい。車輪が空転する状況が予想される場合は機関車が「落ち葉掃き列車」として走行することがある。この「落ち葉掃き列車」には、当初仙台車両センター所属のED78形電気機関車が使用されていたが、同型式の全廃後はED75形電気機関車に変更され、近年は郡山総合車両センター所属のDE10形ディーゼル機関車や、落ち葉掃き用の装置を仮設したE721系電車が使用されている。
1972年（昭和47年）から仙台市内区間は特定都区市内の対象路線となった。当初仙山線で対象となるのは北仙台駅のみであったが、後の新駅開業及び旧宮城町の仙台市への吸収合併に伴い宮城・山形県境の奥新川駅まで拡大している。2003年（平成15年）からは仙台駅 - 愛子駅間がICカード乗車券「Suica」の仙台エリアに含まれ、2004年（平成16年）からは仙台駅 - 山寺駅間が「仙台まるごとパス」適用区間となった。仙山線の各種案内サインなどに用いられるラインカラーは、黄緑色に設定されている。2014年（平成26年）4月1日からは全線が大都市近郊区間として新設された「仙台近郊区間」となり、同日から作並駅・山寺駅で、2024年（令和6年）3月16日より羽前千歳駅でもICカード乗車券「Suica」が利用可能となった。
仙台駅 - 北仙台駅間は仙台市地下鉄との代替輸送（振替輸送）対象路線に指定されており、当該区間が運転見合わせとなった場合は、仙台市地下鉄南北線（仙台駅 − 北仙台駅 − 台原駅）への振替乗車が認められる場合がある。
|          | 区間                                | 区間                                | 区間                                | 区間                               | 区間                               | 区間                               |
| 山形駅   | 山形駅                              | 羽前千歳駅                          | 羽前千歳駅                          | 仙台駅                             | 仙台駅                             |                                    |
| -------- | ----------------------------------- | ----------------------------------- | ----------------------------------- | ---------------------------------- | ---------------------------------- | ---------------------------------- |
| 路線名   | 奥羽本線 (4.8 km) （Google マップ） | 奥羽本線 (4.8 km) （Google マップ） | 奥羽本線 (4.8 km) （Google マップ） | 仙山線 (58.0 km) （Google マップ） | 仙山線 (58.0 km) （Google マップ） | 仙山線 (58.0 km) （Google マップ） |
| 運行系統 | 仙山線 (62.8 km) （Google マップ）  | 仙山線 (62.8 km) （Google マップ）  | 仙山線 (62.8 km) （Google マップ）  | 仙山線 (62.8 km) （Google マップ） | 仙山線 (62.8 km) （Google マップ） | 仙山線 (62.8 km) （Google マップ） |

## 路線データ
- 路線距離（営業キロ）：58.0 km [1]

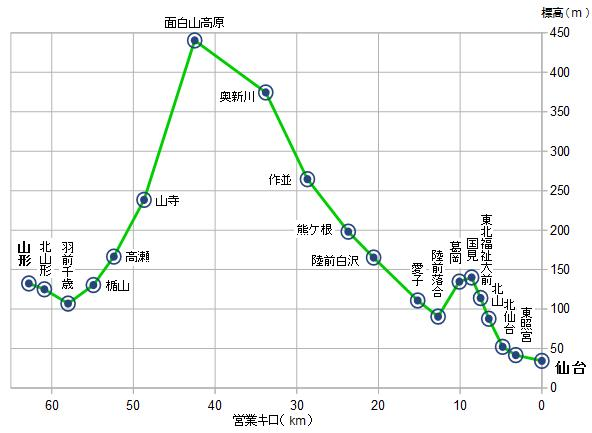
JR仙山線各駅の分布（縦軸：標高、横軸：営業キロ）、および、それら各駅を結んだ図（勾配線形図ではない）。

- 管轄（事業種別）：東日本旅客鉄道（第一種鉄道事業者）
- 軌間：1,067 mm [1]
- 駅数：18（起終点駅含む）
  - 仙山線所属駅に限定する場合、東北本線所属の仙台駅、奥羽本線所属の羽前千歳駅[5]が除外され、16駅となる。
- 複線区間：なし（全線単線）[1]
- 電化区間：全線（交流20,000 V・50 Hz）
- 最急勾配：33.0 ‰
- 閉塞方式：特殊自動閉塞式（軌道回路検知式）
- 保安装置
  - ATS-Ps（仙台駅 - 愛子駅間[3]）
  - ATS-SN（愛子駅 - 羽前千歳駅[3]）
- 最高速度：95 km/h
- 運転指令所：仙台総合指令室 (CTC)
  - 準運転取扱駅（入換時は駅が信号を制御）：作並駅
- 車両基地：仙台車両センター
- 大都市近郊区間：全線（仙台近郊区間）
- 特定都区市内：仙台駅 - 奥新川駅間（仙台市内）
- IC乗車カード対応区間：仙台駅 - 愛子駅間・作並駅・山寺駅・羽前千歳駅（Suica仙台エリア）

全線が東北本部の管轄である。

## 歴史
仙台と山形を鉄道で結ぶという議論は明治10年代末から存在した。これは、現在の東北本線の前身に当たる日本鉄道が仙台を経由して建設されることに合わせて、山形まで鉄道を実現するという構想であった。仙台と山形の間の鉄道は山形県側だけではなく宮城県側も要望していた。しかし、この要望はすぐには実を結ばず、山形への鉄道としては現在の奥羽本線が先に建設された。
仙台と山形の間の鉄道構想においては、路線の経路が問題となっていた。この二つの県庁所在地の間には奥羽山脈が横たわっており、関山峠、二口峠、笹谷峠が鉄道路線の経路として考えられ、関係する市町村がそれぞれの思惑から誘致活動を行っていた。しかし、このような状況は鉄道の実現に望ましくないと考えた仙台側と山形側の双方が、1919年（大正8年）に誘致運動を一旦白紙化した上で一元化することを決めた。仙山線の計画が進まない一方で、宮城県と山形県を結ぶ初の鉄路として陸羽東線が1917年（大正6年）に開通した。
1922年（大正11年）4月11日に公布・施行された（改正）鉄道敷設法の別表第20号に仙山線は規定され、12月27日より始まった第46回帝国議会で承認されて1923年（大正12年）の着工が決定された。しかしこの年の9月1日、関東地震（関東大震災）が発生した。この震災の復興を優先するために、政府は重要路線を選別した上で鉄道の建設を続けることを決めた。仙山線建設の望みは薄いとも考えられたが、1925年度（大正14年度）からの着工が改めて決まった。

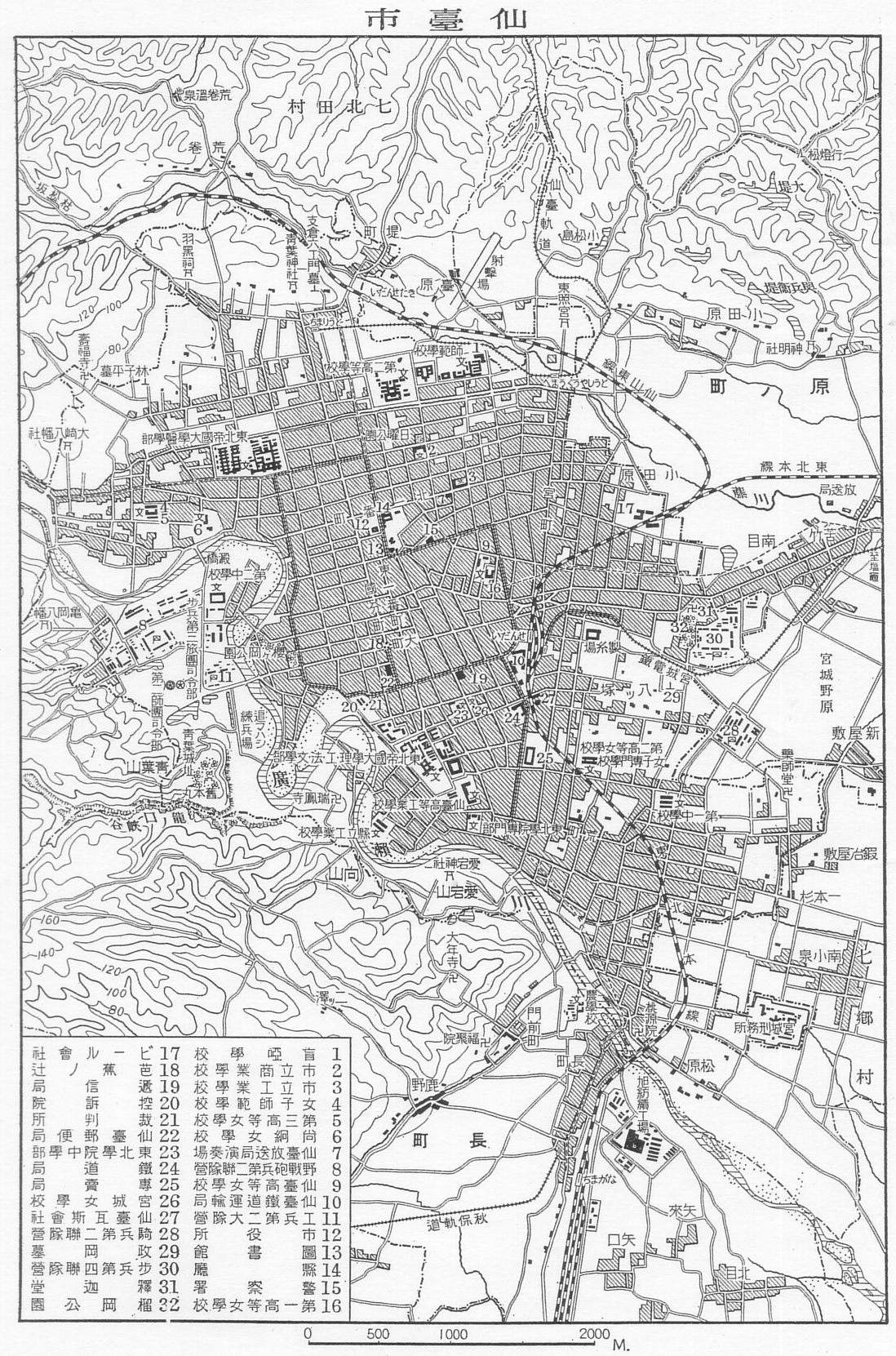
1927年（昭和2年）頃の仙台市および近郊地図。地図の上部に建設中の仙山東線が実線で図示されている。既設の東北本線から分岐し、当時の仙台市街地を避けて宮城郡原ノ町や同郡七北田村荒巻を通っている。これらの鉄道の他には仙台軌道、宮城電気鉄道、秋保軌道、仙台市電が見える。

仙山線の建設は1926年（大正15年）4月に宮城県側から始まった。1929年（昭和4年）に仙山東線（せんざんとうせん）として仙台駅 - 愛子駅間が開業し、1931年（昭和6年）には作並駅まで路線が延びた。この区間においては仙台市北部の新設駅の場所を巡って論争が起きた。また、この間、濱口内閣によって熊ヶ根、奥新川、山形の各工区の工事が中止させられるという一幕があった。
仙台側の鉄路の敷設が進む一方で、鉄道の経路に論争があった山形側の着工は遅れた。鉄道省は、東村山郡千歳村長町において奥羽本線から分岐する形で仙山線を建設する計画を立てていた。しかし、山形には山形市街地東部を経由する形で仙山線の建設を望む声があり、千歳での分岐が決定的になった後も、線路の東側迂回および駅の設置の要望がくすぶり続けた。その一方でこれに反対する意見もあった。この問題は解決を見ぬまま、1931年（昭和6年）に山形市会から鉄道省に一任された。1932年（昭和7年）に千歳から楯山と山寺を経由して仙台側へ路線を建設することが決まり、同年9月に工事が始まった。そして、1933年（昭和8年）に仙山西線（せんざんさいせん）として羽前千歳駅 - 山寺駅間が開業した。この時点では仙山東線と仙山西線のいずれも非電化であり、蒸気機関車が走行した。蒸気機関車の方向転換のために、当時の作並駅と山寺駅には転車台があった。
残された作並駅 - 山寺駅間は1937年（昭和12年）に開通した。奥羽山脈を横断するこの区間には全長5361メートルの仙山トンネルが建設された。これは当時としては、上越線の清水トンネル、東海道本線の丹那トンネルに次ぐ日本国内で3番目の長さを持つトンネルであった。トンネルの宮城県側は湧水が多かったものの地質が良好で、1日平均約10.5メートル掘り進み、予定されていた工期を短縮するほど順調な工事が行われた。一方の山形県側は、湧水は少なかったが粉塵が多くて苦労があったという。この長大トンネルにおける蒸気機関車の煤煙被害を避ける目的で、作並 - 山寺間は開業当初から直流電化され、電気機関車がここを走行した。作並駅には仙台機関区作並機関支区が置かれ、ED19形電気機関車4両が配置された。また、全線の開通に伴って路線名が仙山線となった。
全線開通日の一番列車では、上りが山形駅発5時25分、仙台駅着7時57分で所要2時間32分、下りが仙台駅発5時58分、山形駅着8時34分で所要2時間36分であった。
当時は、奥羽山脈を横断する直流電化区間の山寺駅 - 作並駅間では電気機関車で運行し、電化されなかった山形駅 - 山寺駅間、および、作並駅 - 仙台駅間では蒸気機関車で運行したため、山寺駅および作並駅では機関車の付け替えが行われた。
開通当時の仙山線では、行商の女性達が主要な乗客となった。彼女達は山形から野菜等を運んで仙台で売り、太平洋側の港で揚がる海産物を山形に運び、両都市の物流を担った。

### 日本初の交流電化
国鉄は1953年（昭和28年）に「日本国有鉄道交流電化調査会」を立ち上げ、交流電化による鉄道の運行の実現を目指した。翌1954年（昭和29年）に仙山線の北仙台駅から作並駅までの区間が交流電化の試験線に指定された。試験の目的は、交流を利用した車両の実用化にめどを立てることはもちろんのこと、当時、交流電化の最大の欠点とされていた線路周辺の通信障害（当時は被覆ケーブルのほか裸電線も存在した）の影響度を見極めることもあった。このため国鉄のほか、日本電信電話公社や東北電力なども試験に参加している。
仙山線の北仙台駅 - 作並駅間が試験線に選ばれた理由として、機関車の負荷試験に適した勾配があったこと、通信障害を確認するための施設やトンネルの改修にかかる費用が少なかったこと、直流電化区間と接し交流と直流の切り替え試験が行えたこと、電力の供給が安定していたこと、列車ダイヤに余裕があったことが挙げられる。この試験のために、地上施設関係に4億4000万円、車両やその他試作に2億4000万円がつぎ込まれた。まず、1954年（昭和29年）10月から陸前落合駅と陸前白沢駅の間で試験が始まり、1955年（昭和30年）4月には試験区間が北仙台駅から作並駅まで広がった。試験は1956年（昭和31年）4月まで行われた。作並 - 山寺間はすでに直流電化されていたので、作並駅は日本初の交流電源と直流電源の接続駅となり、交流と直流の地上切り替えのための設備が設けられた。
当初は世界で初めて商用周波数による交流電化を実用化したフランスからの試作機導入を目論んだ国鉄であったが、これは不調に終わった。交流を使用して交流整流子モーターを直接駆動する方式（直接式）と、交流を整流器で直流に整流して直流モーターを駆動する方式（間接式）の2方式の交流用電気機関車（ED44形・ED45形）や交流用電車クモヤ790形が日本国内で試作され、各種の試験に供された。ここで得られたデータや技術は、以後の幹線の交流電化やそこで運転される車両にも活かされ、やがては1964年（昭和39年）に開業する新幹線の成功にも繋がっていくことになる。 
1957年（昭和32年）には交流電化区間が仙台駅まで拡大され、この年の7月から交流電化を用いた貨物列車の営業運転が始まった。9月には一部の旅客列車の営業運転にも当てられるようになり、10月には全列車の運転が電気機関車によるものとなった。作並機関区には、試験で用いられた交流用電気機関車と、ED14形やED17形といった直流用電気機関車が所属し、それぞれ仙山線で運用された。
交直両用車両の試験は1958年（昭和33年）から行われた。2つの異なった電化区間を直通運転するため、日本初の交直流両用電車としてクモヤ491形とクヤ490形が試作され、車上切り替えの試験が実施された。クモヤ491形とクヤ490形は試験終了後にそれぞれ旅客用車両クモハ491形とクハ490形として改造され、仙山線の臨時列車に使われた。
山寺駅から羽前千歳駅の間は奥羽本線の山形駅 - 羽前千歳駅間を含めて1960年（昭和35年）にいったん直流電化されたが、1968年（昭和43年）のヨンサントオと呼ばれるダイヤ改正の直前に仙山線全線は交流電化に統一された。これによって作並駅の交直流地上切り替え設備も役目を終えた。
| 年     | 仙山線（Google マップ）          | 仙山線（Google マップ）        | 仙山線（Google マップ）                | 仙山線（Google マップ）                | 備考                               |
| 年     | （旧）仙山西線 （Google マップ） | （奥羽山脈） （Google マップ） | （旧）仙山東線 （Google マップ）       | （旧）仙山東線 （Google マップ）       | 備考                               |
| 年     | 羽前千歳駅 - 山寺駅              | 山寺駅 - 作並駅                | 作並駅 - 愛子駅 （Google マップ）      | 愛子駅 - 仙台駅 （Google マップ）      | 備考                               |
| ------ | -------------------------------- | ------------------------------ | -------------------------------------- | -------------------------------------- | ---------------------------------- |
| 1926年 |                                  |                                | 着工                                   | 着工                                   |                                    |
| 1929年 |                                  |                                |                                        | 非電化 （蒸気機関車） （ガソリンカー） | 「仙山東線」（1期）開業            |
| 1931年 |                                  |                                | 非電化 （蒸気機関車） （ガソリンカー） | 非電化 （蒸気機関車） （ガソリンカー） | 「仙山東線」（2期）開業            |
| 1932年 | 着工                             |                                | 非電化 （蒸気機関車） （ガソリンカー） | 非電化 （蒸気機関車） （ガソリンカー） |                                    |
| 1933年 | 非電化 （蒸気機関車）            |                                | 非電化 （蒸気機関車） （ガソリンカー） | 非電化 （蒸気機関車） （ガソリンカー） | 「仙山西線」開業                   |
| 1935年 | 非電化 （蒸気機関車）            | 着工                           | 非電化 （蒸気機関車） （ガソリンカー） | 非電化 （蒸気機関車） （ガソリンカー） | 全線事業化                         |
| 1937年 | 非電化 （蒸気機関車）            | 直流電化                       | 非電化 （蒸気機関車） （ガソリンカー） | 非電化 （蒸気機関車） （ガソリンカー） | 「仙山線」全線開通                 |
| 1957年 | 非電化 （蒸気機関車）            | 直流電化                       | 交流電化                               | 交流電化                               | 日本初の交流電化による営業運転開始 |
| 1960年 | 直流電化                         | 直流電化                       | 交流電化                               | 交流電化                               | 日本初の交直両用電車の営業運転開始 |
| 1968年 | 交流電化                         | 交流電化                       | 交流電化                               | 交流電化                               | 全線交流電化                       |
| 1984年 | 交流電化                         | 交流電化                       | 交流電化                               | ← 区間列車 →                           | 旧・東線（1期）に区間列車運行開始  |

### 交流電化以後
1960年（昭和35年）には仙山線に準急列車が登場した。これは、仙台駅と新潟駅を結ぶ準急「あさひ」と、仙台駅と酒田駅を結ぶ準急「月山」である。この二つの準急列車は仙山線内で併結運転を行っており、1往復が設定されていた。1963年（昭和38年）には仙台駅と山形駅を結ぶ準急「仙山」3往復が運転を開始した。これらの準急列車はいずれも後に急行列車となった。
1984年（昭和59年）に仙山線は大きな変化を迎えた。仙山線の仙台駅 - 愛子駅の間にある駅は、開通当初から北仙台駅と陸前落合駅の2駅のみであったが、この年、この区間に請願駅として北山駅と国見駅が開業し、さらに仙台駅と愛子駅の間を往復する列車が設定された。これは、当時の仙台市北西部や宮城町において団地の開発が進んで住人が増え、通勤需要が生じたためである。この後、1988年（昭和63年）の東照宮駅、1991年（平成3年）の葛岡駅と、請願駅の開業が相次いだ。2000年代に入ると沿線の東北福祉大学が新駅設置に動き出し、JR東日本や仙台市と協議した。その結果、東北福祉大学が建設費を全額負担することで駅の設置が決まり、2007年（平成19年）3月18日に東北福祉大前駅が開業した。
急行「仙山」は1982年（昭和57年）に快速列車へと変わり、ダイヤ改正の度にしばしば増発が行われた。1985年（昭和60年）には仙台駅と山形駅をノンストップで結ぶ特別快速「仙山」1往復が登場した。1990年（平成2年）には設備の改良で最高速度が95 km/hに上がり、ノンストップ列車は仙台駅と山形駅を51分で結んだ。また、奥羽本線福島駅 - 山形駅間改軌工事の折、当該区間で列車運行が不可能であったことから、輸送力不足を補うために、455系電車9両編成によるノンストップの特別快速「仙山」の運転も見られた。しかし、1998年（平成10年）12月にノンストップの「仙山」はなくなり、これ以後、快速列車の停車駅は拡大していった。2001年（平成13年）には土曜・休日に途中停車駅を山寺駅と北仙台駅に限定した特別快速「ホリデー仙山」が誕生したが、2003年（平成15年）に廃止された。 
バブル景気期以降、全線を通して乗車する利用客が減少傾向をみせる中、2004年（平成16年）からは、東北・山形自動車道経由で仙山間を結ぶ高速バス「仙台 - 山形線」の増発・運賃競争による旅客争奪戦も強いられてきた。仙山線はWきっぷで往復利用すれば高速バスよりも安価であり、価格優位性がある。また、沿線に立石寺（山寺駅）や作並温泉などの景勝地があるほか、仙台市内において複数の教育機関が所在していることもあり、近年では競合する高速バスとほぼ互角の利用客数となっている。加えて、大雪による運休が少ない仙山線は、冬季の運休が多く見られる山形新幹線のバイパス路線としても機能していることもあり、全線通しでの利用客数は下げ止まっている。
他方、愛子盆地の人口増加と国道48号仙台西道路のラッシュ時の混雑により、愛子盆地住民の都心部への自動車・バスによるアクセス時間が延びてきたため、定時性のある仙山線通勤の需要が高まっており、愛子や陸前落合などの仙山線開業時からの駅の利用客の増加（参照1・参照2）が顕著にみられ、仙台近郊輸送に重点を置いたダイヤが組まれている。なお、1999年（平成11年）策定の仙台市の「アクセス30分構想」に基き、仙台市のオムニバスタウン事業において両駅の駅前広場が整備された。

### 年表
- 1929年（昭和4年）9月29日：【開業】仙山東線仙台 - 愛子間(15.2 km) 【駅新設】北仙台、陸前落合、愛子
- 1931年（昭和6年）8月30日：【延伸開業】愛子 - 作並間(13.5 km) 【駅新設】陸前白沢、熊ケ根、作並
- 1933年（昭和8年）10月17日：【開業】仙山西線羽前千歳 - 山寺間(9.3 km) 【駅新設】楯山、山寺
- 1934年（昭和9年）10月1日：仙台 - 作並間でガソリンカー運転開始[31]。
- 1936年（昭和11年）1月28日：山寺 - 面白山高原間の森岡鉄橋付近で発生した雪崩の影響で橋桁崩落、猛吹雪のため見通しが悪く仙山線建設作業員（62名）を乗せた列車が川に転落した（死亡1名。負傷者多数）。
- 1937年（昭和12年）11月10日：【延伸開業・全通】作並 - 山寺間(20.0 km) [32]【線名改称】仙山線仙台 - 羽前千歳間 【電化】作並 - 山寺間（直流1,500 V） 【駅新設】奥新川 【信号場新設】面白山 【仮乗降場新設】八ツ森、面白山
- 1950年（昭和25年）7月1日：【駅新設】高瀬
- 1954年（昭和29年）10月：旧・仙山東線側で日本初の交流電化試験が開始[24]。
- 1955年（昭和30年）8月10日：【電化】陸前落合 - 熊ケ根間（交流20 kV・50 Hz。交流電化試験線）
- 1957年（昭和32年）9月5日：【電化】仙台 - 陸前落合間、熊ケ根 - 作並間（交流20 kV・50 Hz。仙台 - 作並間交流電化の営業運転開始）ED45(ED91)型機関車運転開始。
- 1958年（昭和33年）：交直流電車の試験運転開始。
- 1960年（昭和35年）11月1日：【電化】山寺 - 羽前千歳（ - 山形）間（直流1,500 V）。準急「あさひ」「月山」運転開始。
- 1963年（昭和38年）10月1日：準急「仙山」運転開始。
- 1966年（昭和41年）3月5日：準急「あさひ」「月山」を急行化。
- 1968年（昭和43年）
  - 9月8日：【電化方式変更】作並 - 羽前千歳（ - 山形）間（→交流20 kV・50 Hz）ED78型機関車運転開始。
  - 10月1日：準急「仙山」を急行化。
- 1971年（昭和46年）：熊ケ根駅無人化、交換設備撤去。
- 1972年（昭和47年）9月1日：特定都区市内制度が仙台市に導入され、市内にある仙山線上の仙台および北仙台にも適用。以後、市内新設駅および市域拡大の際に適用拡大。
- 1973年（昭和48年）9月8日：愛子駅 - 陸前白沢駅間の無人踏切で、動けなくなったトラックに急行「仙山1号」が衝突。列車は5両が脱線、うち1両が転覆。
- 1978年（昭和53年）10月2日：ダイヤ改正、愛子に急行「仙山」停車。
- 1982年（昭和57年）
  - 5月1日：急行「あさひ」を「べにばな」に改称。
  - 11月15日：急行「仙山」を快速化。急行「月山」仙山線内廃止。
- 1984年（昭和59年）2月1日：【駅新設】北山、国見。愛子に3番線ホーム設置。仙台 - 愛子間に「区間列車」を設定[19]。
- 1985年（昭和60年）3月14日：CTC化[新聞 4]。陸前落合、陸前白沢、作並、奥新川、楯山無人化（陸前落合、作並、奥新川はそれ以前から出改札中止）、急行「べにばな」仙山線内廃止、全列車電車化。
- 1987年（昭和62年）
  - 3月1日：北山、陸前落合に仙台駅から職員派遣（事実上の有人化）。
  - 3月20日：国見に仙台駅から職員派遣。
  - 3月21日：【臨時乗降場新設】西仙台ハイランド
  - 4月1日：【承継】東日本旅客鉄道（第一種）・日本貨物鉄道（第二種） 【臨時乗降場→臨時駅】西仙台ハイランド 【仮乗降場→臨時駅】八ツ森、面白山
  - 6月20日：国見の列車交換設備供用開始。
  - 11月1日：宮城郡宮城町が仙台市に編入合併され、仙山線の宮城県側で駅が設置されている区間が全て仙台市内となる。
- 1988年（昭和63年）
  - 3月1日：名取郡秋保町が仙台市に編入合併され、仙山線の宮城県側区間が全て仙台市内となる。
  - 3月13日：【臨時駅→駅・駅名改称】面白山→面白山高原[新聞 5]。旧宮城町内の駅が全て特定都区市内「仙台市内」の駅となった[19]。
  - 11月18日：【駅新設】東照宮
- 1990年（平成2年）
  - 3月10日：719系運用開始。
  - 9月1日：急行「津軽」を山形新幹線工事に伴い仙山線経由に変更。
- 1991年（平成3年）
  - 3月16日：【駅新設】葛岡
  - 8月27日：山形新幹線工事に伴う特急「つばさ」の迂回運転開始。
- 1992年（平成4年）7月1日：山形新幹線開業により、特急「つばさ」の迂回運転終了。
- 1993年（平成5年）12月1日：急行「津軽」廃止。
- 1994年（平成6年）
  - 9月30日：豪雨（大雨）で発生した土石流により、奥新川駅 - 面白山信号場間の久衛門沢橋梁が流出し、盛土が約100mにわたり崩壊したため、作並 - 山寺間で長期運休[新聞 6][注釈 7]。
  - 11月28日：9月30日に発生した盛土流出の復旧工事が終了、運転再開した[新聞 7]。ただし、運転再開前の試運転列車が落ち葉で空転して運行できなくなったため始発列車を運休し、午前7時半ごろに運行が開始された[新聞 7]。
- 1996年（平成8年）3月16日：高速貨物列車（仙台 - 山形）運行休止。
- 1998年（平成10年）10月：専用貨物列車（仙台 - 蔵王、漆山）運行休止。
- 1999年（平成11年）12月：山形新幹線新庄延伸。羽前千歳までの複線区間が標準軌と狭軌が併走することになる。
- 2001年（平成13年）
  - 4月1日：休日の快速「仙山」を「ホリデー仙山」とする。
    - これまで仙台 - 山形間で快速列車として運用されていた455系が朝のラッシュなどの対応のため撤退し、これまで主に東北本線で運用されてきた719系へ切り替えられ、ほぼ全ダイヤで719系が運用されるようになる[33]。

  - 12月1日：日本全国で初めてATS-SNの拡張版であるATS-Psが仙台 - 愛子間で使用開始。
- 2002年（平成14年）4月1日：【第二種鉄道事業廃止】全線（日本貨物鉄道）[34]。
- 2003年（平成15年）10月26日：仙台 - 愛子間でICカード乗車券「Suica」サービス開始。

- 2004年（平成16年）

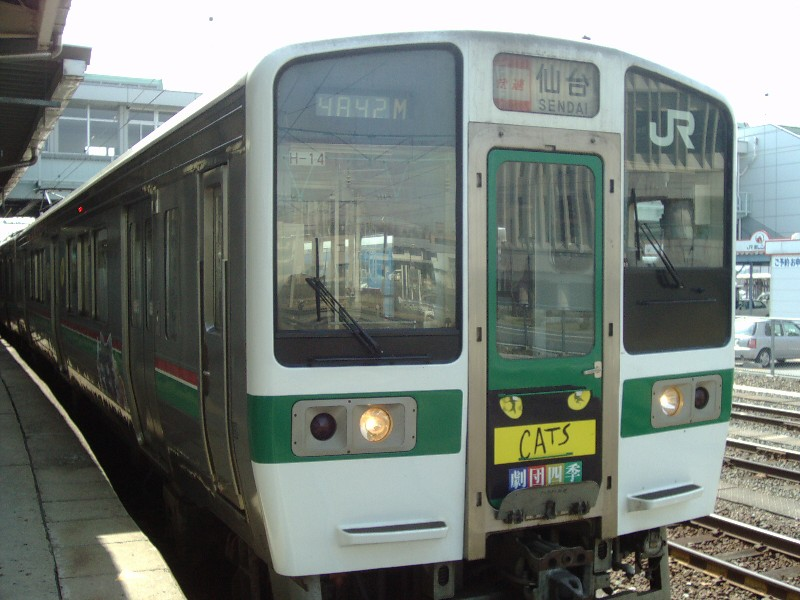
快速仙山（2004年3月、山形駅にて撮影）

  - 3月13日：すべての快速列車が面白山高原停車となる。
  - 10月16日：快速「仙山」「ホリデー仙山」の愛称廃止。この改正で快速列車の停車駅に新たに国見・陸前落合・羽前千歳が加わる。
- 2007年（平成19年）
  - 3月18日：【駅新設】東北福祉大前[28]。同日のダイヤ改正で2本あった東北本線の直通列車は消滅（すべて仙台発着）。
  - 4月23日：仙山線の一部列車にE721系0番台導入。
- 2011年（平成23年）
  - 3月11日：東北地方太平洋沖地震（東日本大震災）発生により全線にわたり不通。
  - 4月1日：山寺 - 山形間で運転再開。
  - 4月4日：仙台 - 愛子間で運転再開。
  - 4月7日：東北地方太平洋沖地震の余震発生により全線にわたり再び不通。
  - 4月13日：山寺 - 山形間で運転再開。
  - 4月14日：仙台 - 愛子間で運転再開。
  - 4月23日：愛子 - 山寺間で運転再開し、全線復旧。
- 2012年（平成24年）3月17日：面白山高原駅に停車していた快速が一部をのぞいて同駅通過に。
- 2013年（平成25年）
  - 3月16日：719系の定期運用がなくなる。
  - 7月20日：奥羽本線北山形駅構内で発生した信号設備火災の影響で、作並 - 山形間が26日まで運休。
- 2014年（平成26年）
  - 3月15日：【駅廃止】西仙台ハイランド、八ツ森[報道 3]
  - 4月1日：全線が新設の仙台近郊区間となり、作並駅、山寺駅でICカード乗車券「Suica」サービス開始[報道 1]。
  - 12月3日：午前7時40分頃、山寺 - 面白山高原間で、雪の重みで傾いた木が架線に触れて停電が発生。上り山形発仙台行快速 (3832M) が、およそ8時間にわたって立ち往生。乗客およそ300人が閉じ込められたが、午前10時20分頃に、ディーゼル除雪作業車で使い捨てカイロや食料が届けられたことから、けが人や体調不良を訴える人はいなかった。午後3時35分頃に、運転再開し列車は山寺駅に引き返した。仙台駅行きを希望する乗客についてはバスで輸送した[新聞 8][新聞 9][新聞 10]。
- 2015年（平成27年）3月14日 - 利用客減少に伴い、奥新川駅、面白山高原駅に停車していた快速が全て同駅通過になる。
- 2016年（平成28年）12月9日 - 仙山線の一部列車にE721系1000番台導入。
- 2017年（平成29年）
  - 10月14日 - 701系の定期運用がなくなる。
  - 11月11日 - リゾートやまどりによる全線開通80年記念列車「食べっしゃ」運行など記念イベント開催[報道 4][新聞 11]。
- 2018年（平成30年）3月17日：全列車4両もしくは6両での運行になる[報道 5]。
- 2019年（令和元年）10月：台風19号の影響により、北山駅 - 東北福祉大前駅間で土砂流入の被害を受ける[報道 6]。
- 2022年（令和4年）
  - 1月8日 - 普通列車の一部について、奥新川駅・面白山高原駅の両駅が冬期通過駅となる。2021年度は2月28日まで実施[報道 7]、2022年度は12月10日から2023年3月17日まで実施[報道 8]。
- 2024年（令和6年）3月16日：羽前千歳駅でSuicaサービス開始[報道 2]。

### 新駅構想
仙台駅 - 東照宮間では、かつての東北本線小田原東丁駅（1944年休止）付近（小田原3丁目 - 4丁目、旧キリンビール敷地）に新駅を設置する案が数度提起されており、1986年12月には仙台市議会に小田原駅（仮称）が請願されたが、2020年現在、小田原東丁駅の再開もしくは小田原駅（仮称）の新駅開業に向けた具体的な動きはない。
この他、青葉区中江付近から北仙台駅までを高架化し、新石巻街道踏切付近に新駅（中江駅）を設ける構想もある。高架化案に対しては東照宮駅付近の景観を害するものだとして、地元住民から反発の声も上がっている。仙台市議会の議事録における議員や仙台市当局の発言をまとめると、中江付近の立体交差についてはJRも同意しているので、時期は未定だが建設される見込みである。一方で、複線化は難しいとのことである。

## 運行形態
運転系統としては、仙台駅 - 山形駅間であり、羽前千歳駅 - 山形駅間では奥羽本線に乗り入れる形をとる。この羽前千歳駅 - 山形駅間は1999年（平成11年）の山形新幹線の山形駅 - 新庄駅間の延伸に伴い、複線の奥羽本線のうちの単線が狭軌（軌間1,067 mm）から標準軌（軌間1,435 mm）に改軌され、それと同時にもう1本の単線が仙山線・左沢線の乗り入れ用として狭軌のまま残された。それ以降、実質的には仙台駅 - 山形駅間の全区間で独立した単線を持つ路線となっている。仙台駅に近づくほど日中でも利用者が増えていくため、列車は終日にわたり4両または6両編成で運転される。そのためワンマンでの運用は一切行われていない。

### 快速列車
全線を通して運転される都市間連絡列車として、快速列車が下り3本、上り4本運転されている。停車駅は#駅一覧を参照。
かつては停車駅のパターンが複数設定されており、平成時代はダイヤ改正の度に停車駅パターンを変更することが多く、かつては6種類もの停車駅パターンで運用していた時期があった。後に一部の快速列車が停車する駅であった陸前白沢駅、熊ケ根駅、奥新川駅、面白山高原駅が全て通過駅となった。
2023年3月18日のダイヤ改正により、パターンが統一され、利用客が多い仙台駅 - 愛子駅間は全列車が停車することになった。また、一部が普通列車化されたことにより、快速列車の運行本数が14本から7本に半減するとともに、高瀬駅と楯山駅の2駅に止まる系統が消滅した。

### 普通列車
普通列車はすべての列車が仙台駅発着である。快速列車が運転されない時間帯に仙台駅 - 山形駅間直通の列車があるほか、仙台駅 - 愛子駅・作並駅間の区間運転もある。

#### 仙台駅 - 愛子駅間
1時間あたり2 - 4本の列車が運行されている。仙台の近郊区間であり、通勤・通学利用客が多く、仙台圏のJR在来線では東北本線（白石 - 仙台間）に次ぐ需要がある区間となっている。
1984年（昭和59年）2月1日のダイヤ改正において、仙台駅 - 愛子駅間に北山および国見の両駅が開業したことに伴い、愛子駅に3番線ホームを開設して同区間に区間列車を設定した。これにより同区間の普通列車の本数は急増し、ダイヤ改正ごとに増発が繰り返された。しかしこの区間は最急勾配25‰の単線である上、交換可能駅が北仙台駅・国見駅・陸前落合駅のみであるため増発は困難になっている。仙台駅 - 北仙台駅間の高架化の構想があるが、東照宮付近の景観悪化が課題となって、実現には至っていない。

#### 愛子駅 - 山形駅間
この区間は宮城・山形両県の県境を通る山岳地帯であり、1日平均乗車人員10 - 100人台の駅が多い閑散区間である。山形市内と仙台市内をつなぐ都市間連絡を重視したダイヤとなっており、後述する1.5往復の作並駅発着列車を除く全列車が山形駅 - 仙台駅間の通し運転（普通・快速あわせて1時間に1本）となっている。
かつては仙台駅 - 作並駅間の区間列車が多数設定されていたが、その大半が愛子駅折り返しに見直され、2012年3月17日のダイヤ改正時点で下り作並行き2本・上り仙台行き3本のみの運行となった。さらに2015年3月14日のダイヤ改正で夕方の1往復が愛子止まりとなり、朝の下り作並行き1本と上り仙台行き2本のみとなった。
なお、下り山形行き終電は22時台前半に設定されており、羽前千歳（山形線下り天童行き）・北山形（左沢線寒河江行き）・山形（山形線上り米沢行き）の各駅で最終列車に接続可能となっている。
2022年1月8日から2月28日までの間、雪の影響により列車の大幅な遅延や運休につながる輸送障害防止のため、奥新川駅、面白山高原駅が冬季間の一部列車通過駅となり、仙台発山形行きの始発列車がこの2駅を通過した。同年12月10日から2023年3月17日までの間にも、夜間の上下4往復でこの2駅の通過列車に追加して実施された。2023年のダイヤ改正から、通年で早朝1往復・深夜1.5往復が2駅を通過することになったうえ、冬季間はさらに一部の普通列車（2024年度は夜間の3往復）が2駅を通過するようになった。

### 他の路線への直通運転
山形側では、古くより奥羽本線の山形以南の赤湯・米沢方面や羽前千歳以北の楯岡（山形新幹線開業後、村山駅に改称）・新庄方面への直通運転が行われていたが、1992年の山形新幹線（福島 - 山形間）の開業に伴う標準軌改軌により、赤湯・米沢方面への直通が不可能となった。その後も楯岡・新庄方面への直通運転は行われたが、1999年の山形新幹線（山形 - 新庄間）の延伸開業後は羽前千歳以北への直通も不可能となり、奥羽本線とは完全に分離された状態となった。
仙台側についても、以前は福島駅・岩沼駅・白石駅・松島駅・小牛田駅発着の東北本線直通列車が定期列車として運行されており、仙台空港鉄道仙台空港線（仙台空港アクセス線）の開業と同時に仙台空港駅まで相互直通運転を求める動きもあった。仙台空港線の建設にあたっては、仙山線の高速化および仙台空港アクセス線との相互直通化の調査を1999年（平成11年）度から国土交通省が行い、各界からも両件の実現を望む声が強かった。続いて東北運輸局も両件に関して「公共交通活性化総合プログラム」の調査を行った。
しかし、2005年12月に行われた宮城・山形両県知事とJR東日本との会談では、仙台空港線開業と同時に仙山線と直通運転するのは困難との見解がJRから示された。当時のJRは、仙山線の遅延が他線に波及するのを防ぐため東北本線直通列車を漸次縮減しており、仙台空港線の開業と同時に行われた2007年3月18日のダイヤ改正では東北本線直通列車（愛子発岩沼行2本）を全廃している。同日のダイヤ改正以降、東北本線に直通する定期列車は1本も設定されていない。
2007年4月・5月には団体専用臨時列車として山形・仙台空港間を直通する列車が設定されたが、仙山線 - 仙台空港アクセス線を直通運転する臨時列車はこれを最後に一度も運行されていない。その後、山形県の議会や行政を中心に仙台空港線への直通を求める要望が度々論議に上がっているが、仙台空港アクセス線は都市型ワンマン運転を実施しているためE721系500番台とSAT721系電車のみの限定運用となっており、JRは仙台駅 - 仙台空港駅間のダイヤ乱れを防止する観点から仙山線との直通運転には難色を示している。
この他、山形新幹線の計画が浮上した当初は、仙台駅で分岐し仙山線を標準軌に改軌して山形駅まで乗り入れるというルートが示されていたが、米沢市や上山市など県内の中央部を走ることで地域活性化につなげたいという山形県内からの要望により、福島駅分岐・奥羽本線経由に変更された。

## 運行車両
現在の定期列車はすべて仙台車両センター所属のE721系電車で運行されている。
1991年の路盤改良までは作並駅 - 山寺駅間を走行する車両の重量に制限がかかり、また車輪空転の懸念があったため軽量車も原則入線できなかった。また車両の生産には非常に高価となる交流電源による電化方式が原因となり走行可能な車両は後述の455系と417系電車、それにキハ58系気動車、ED78形電気機関車しか存在しなかった。417系は少数生産に留まり、717系は抑速ブレーキを装備していないため線内での本格的な運用はなされず、同じ線区で30年以上にわたり大量の455系が在籍し続ける結果となった。
2001年の455系の運用撤退以後は、愛子駅 - 仙台駅間に朝のみ設定される701系（2017年10月13日運用終了）を除く全ての列車が719系0番台となったが、これらの列車はE721系（2012年3月17日投入）に置き換えられた。
E721系
2007年4月23日から運用開始。当初は0番台だけで運用されていた。0番台の運行開始当初は一部列車（12往復）に投入されていたが、2012年3月17日より一部列車を除いて同車での運行とされている。2016年12月9日より1000番台（4両固定編成）も運用を開始した。4 - 6両編成で運転される。

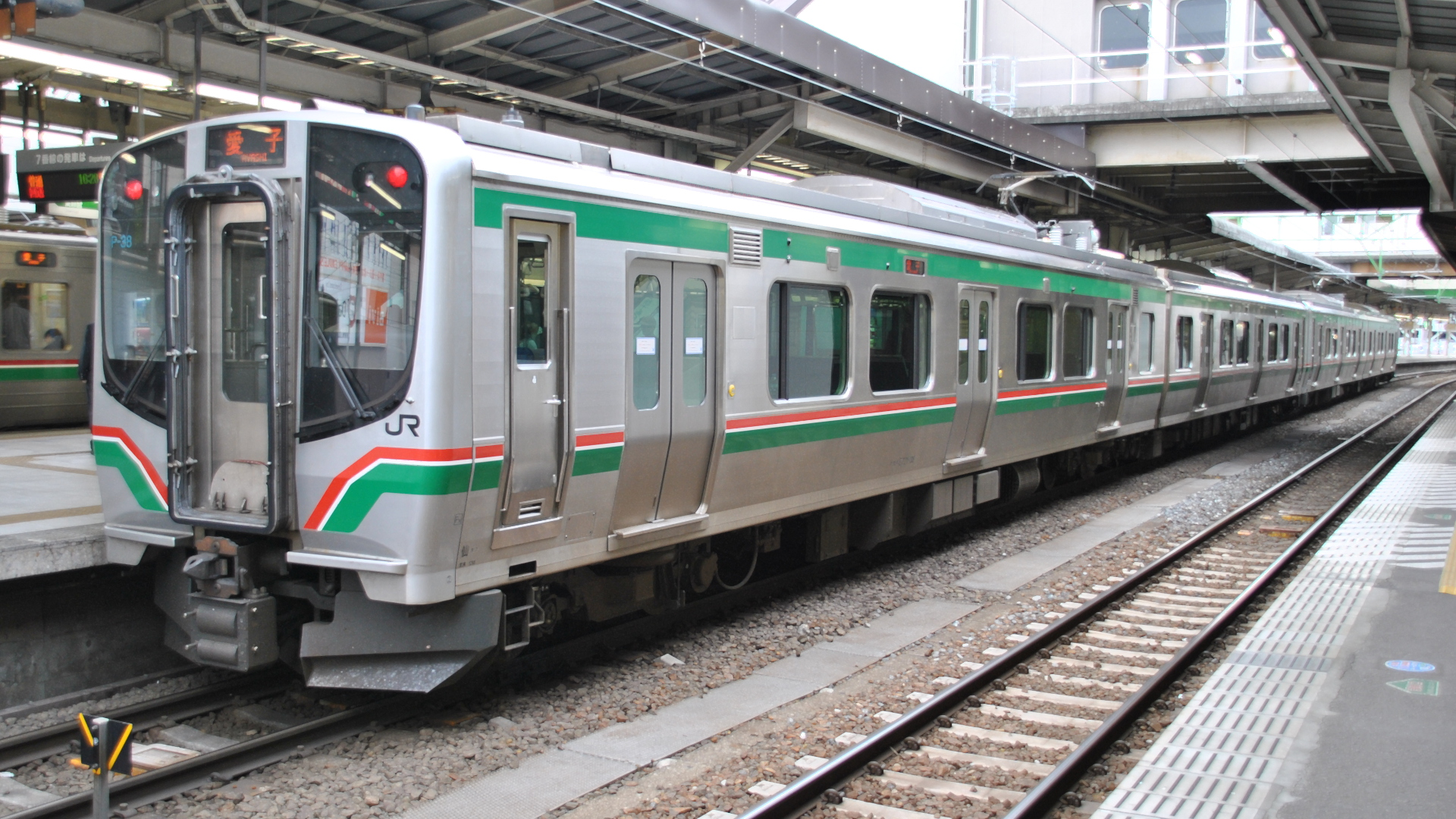
E721系0番台
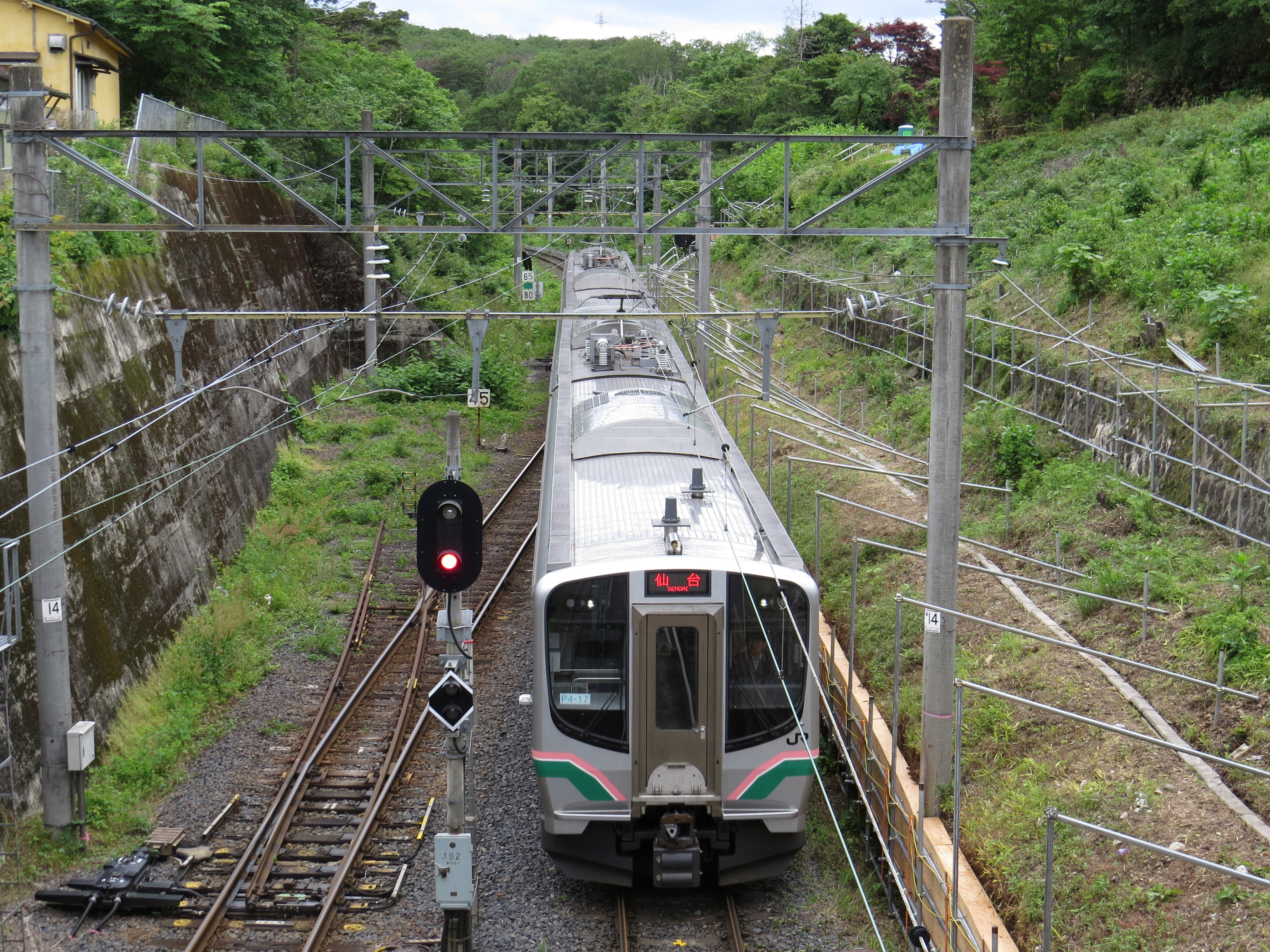
E721系1000番台

### 過去の運行車両
455系
（1968年10月1日 - 2001年3月31日）
国鉄時代は急行「仙山」中心の運用であったが、日中の普通列車にも運用されていた。快速に格下げ時も基本的にそのまま運用に大きな変化はなかったが、2ドア車のため1990年代に入るとラッシュ時の輸送に大きな欠陥が生じたため、仙台地区の他の路線よりも一足先に撤退した。3 - 6両編成で運転していた。
1997年から運用離脱までは仙山線専用の塗装の車両が登場し、青をベースに、1編成3両に渡って蔵王連峰をイメージして山なりに抜かれた白地の塗装、前面と側面の「SENZAN LINE 455」のロゴが特徴であった。その後はロゴが消された状態でしばらく運用された。
他にも、沿線大学の学生によってデザインされたパッチワーク塗装やオプティカル塗装が存在した。

701系
（2001年4月1日 - 2017年10月13日）
100・1000・1500番台の2両編成が用いられた。仙山線での運用は仙台 - 愛子間（運用の都合で陸前白沢まで回送）のみでラッシュ時の上下3本、2両編成で運転されていた。仙台車両センター所属の701系2両編成はE721系ワンマン車と共通運用が組まれているため、稀にE721系ワンマン車が入線することもあり、大学入試センター試験や宮城県前後期高校入試の際には701系同士やE721系と編成が組まれ、例外的に4両編成で運用された。

719系
（1990年3月10日 - 2013年3月14日）
通常は4 - 6両編成で運転され、2両編成も存在した。455系在籍時は主に仙台駅 - 作並駅間の普通列車を中心に運用され、455系の撤退後は長らく仙山線の主力車両であったが、本形式の軽量なステンレスボディと485系電車からの廃車発生品であった台車は相性が悪く、山間部での車輪空転などによる故障が目立つようになったため、2012年3月17日以降は夕方の快速1往復のみの運用となっていた。

583系
過去に急行「津軽」として山形新幹線開業準備のための福島駅 - 山形駅間改軌工事に伴う迂回運転で入線実績があるほか、2003年より仙台車両センター所属車が臨時列車「ゲレンデ蔵王」「仙山もみじ」として稀に入線していた。2007年11月11日に運転された「仙山全線開通70周年号」もこの車両を使用した。

485系
（1991年8月27日 - 1992年6月30日）
山形新幹線開業準備への改軌工事対応のため、仙台駅 - 山形駅間で特急「つばさ」として運用していた。なお、仙山線では軌道の手直し無しではこの485系は入線不可であったため、運転開始直前に最高速度を85 km/hから95 km/hに引き上げる路盤強化工事などを行っている。その後も臨時列車や団体列車で入線することがあった。

417系
（1984年2月1日 - 1990年3月9日）
「59・2」ダイヤ改正に伴う仙山線輸送力増強（愛子駅折り返し設備完成、北山駅・国見駅開業、仙台駅 - 愛子駅間区間列車設定）とともに仙山線に投入された。後に運用区間が仙台駅 - 作並駅間に広がった。こちらも2ドア車であったため、719系導入と同時に運用が消滅している。

キハ55形
（1960年11月1日 - 1982年頃）
準急「あさひ」（仙台駅 - 新潟駅間）、「月山」（仙台駅 - 酒田駅間）設定とともに登場。準急「仙山」（仙台駅 - 山形駅・上ノ山駅間）でも使われた。後に普通列車用となり、3 - 4両編成で運用され、代走でキハ52形が連結されることもあった。

キハ58系
（時期不明 - 1985年3月13日）
「べにばな」などの急行用の車両であったが、仙台駅 - 作並駅間普通列車での間合い運用も存在した。普通列車として運用する際は勾配対策のため北山駅と国見駅は通過していた。仙山線の急行廃止に伴い、運用消滅。

キハ22形
（時期不明）
普通列車としてキハ58系との併結で使用していた。車両の一部は荷物室として仕切られていた。

ED78形
勾配区間に対応する回生ブレーキを持ち、当時軸重制限があった本路線と奥羽本線共通の専用機として開発され、1993年までは福島運転所（←福島機関区）、以降は仙台電車区に所属し、1998年まで貨物列車の牽引に用いられた。その後も最終増備車の12・13号機が「落ち葉清掃」運用に投入されていたが、2000年に除籍・廃車された。なお、路盤強化工事後はED75形の入線が可能となっている。
仙山線で運用された蒸気機関車としては、C58形（仙台駅 - 作並駅間）や9600形（山寺駅 - 山形駅間）がある。このほかに1980年代前半までは主に客車を使用しており、郵便荷物合造車も連結していた。

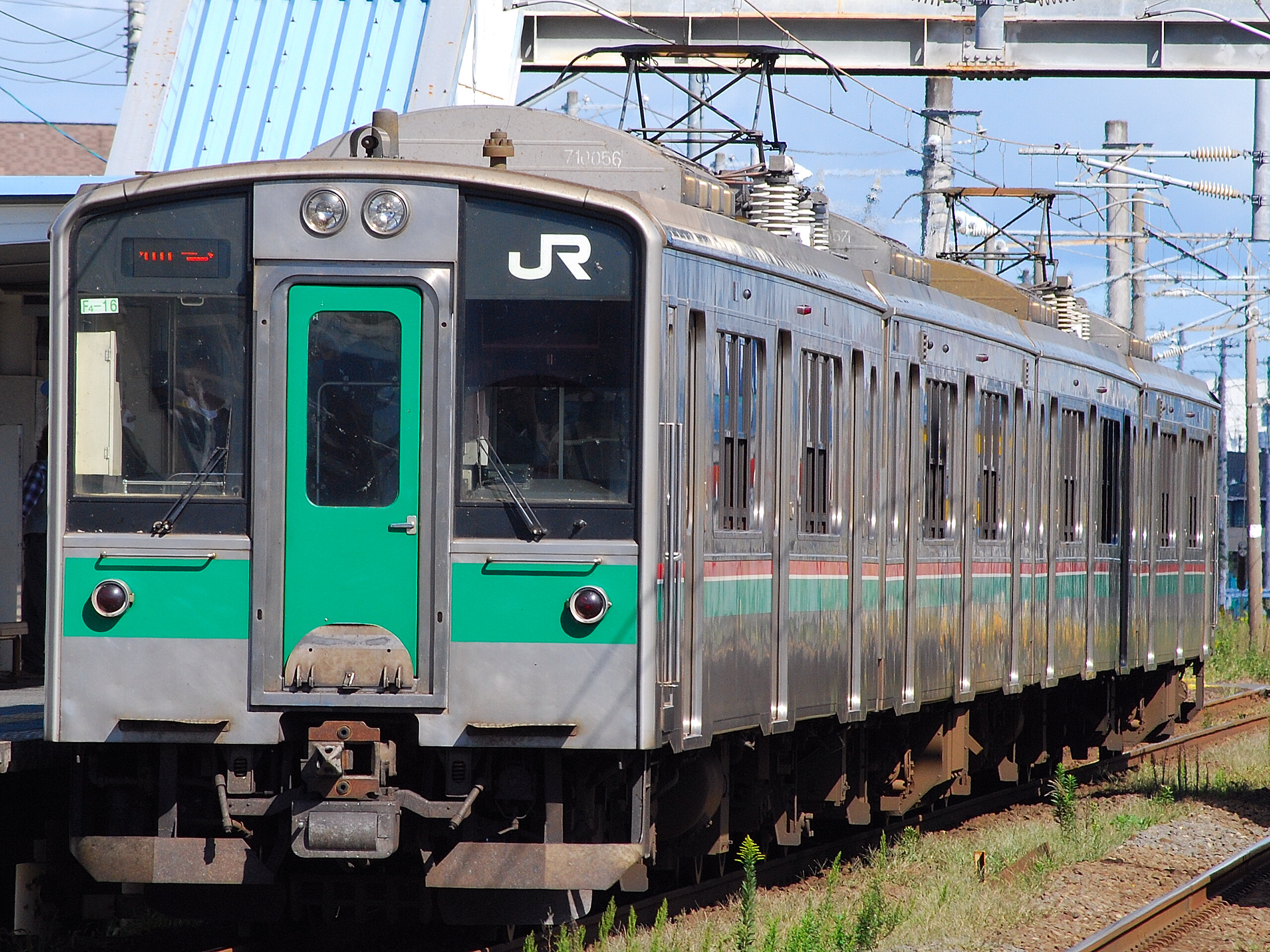
701系
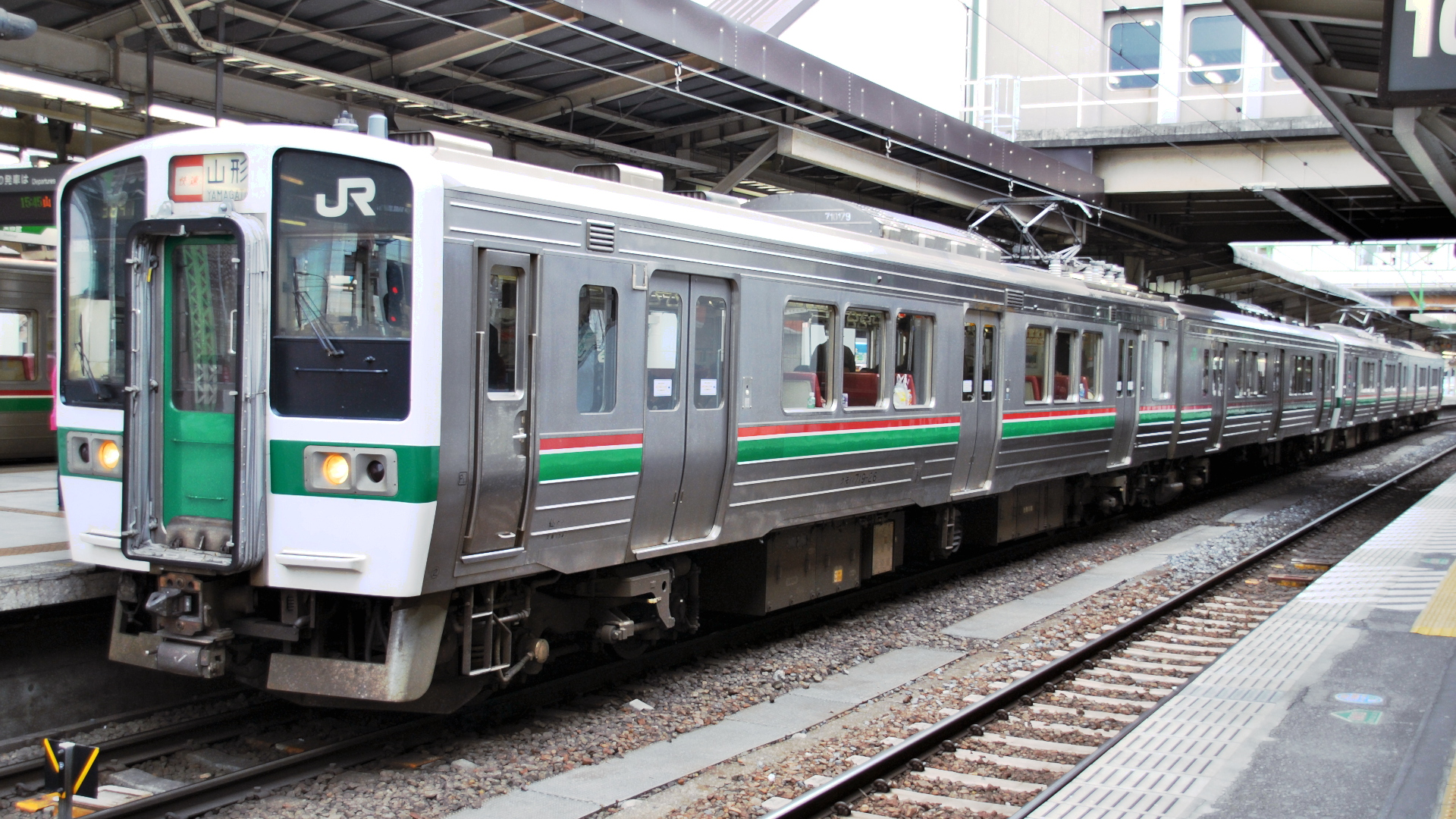
719系電車
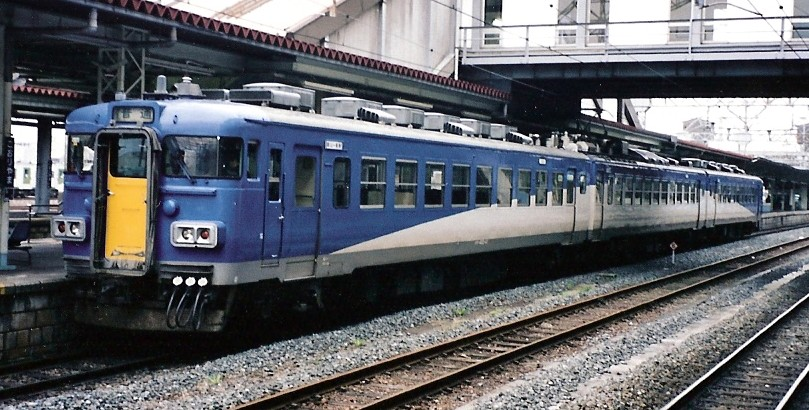
455系電車(仙山線塗装 ロゴ消去後)

## 沿線概況
仙山線は、愛子を境に路線の持つ性格が大きく変わる。仙台から愛子までは沿線に住宅地が多いことから都市近郊輸送路線としての性格が強く、愛子の先は田園地帯や観光地が広がるローカル線色が濃い。
仙山線の列車は仙台駅の7・8番線から発車する。線路はしばらく東北本線に並行するが、ダンロップスポーツクラブの辺りから急勾配と急カーブで東北本線を一気に跨ぎ西側へ進路を変え、梅田川を右岸から左岸に渡る。ここから北仙台駅までの区間は歌枕「玉田横野」を突っ切る区間であり、東照宮駅を過ぎると梅田川および台原段丘の段丘崖との並走区間に入って、崖の斜面や土盛りの上を通りながら、北仙台付近で再び梅田川右岸となる。北仙台では高層マンションが立ち並び、都市部の風景が広がる。北仙台駅を過ぎるとすぐ旧奥州街道と交差し、以後、梅田川と並走しながら北山丘陵北斜面を走る。北山駅を過ぎると北山丘陵南斜面側に移り、国見丘陵南斜面を走って、梅田川流域から広瀬川流域にかわる。これら丘陵地の多くはファミリー向けの分譲住宅地として開発されている。東北福祉大前駅と次の国見駅付近には大学、市立高校があり、通勤客と通学客の行き先は反対になる。また、通学・帰宅時間帯には多くの学生で混雑する。国見の先のトンネルを過ぎると大規模な仙台市葛岡墓園が広がり、葛岡駅に到着する。葛岡駅前は駅の北側がほぼ前述の墓園で、南側には駅前立地の利点を生かした数棟の大規模マンションがあるものの面的な住宅開発はあまり見られない。葛岡駅を過ぎると丘陵地から平地に降りて愛子盆地に入り、陸前落合駅、愛子駅と続く。愛子盆地は開発抑制がなされていたが、道路交通の要衝であることから市街化区域に用途地域が変更され、人口が急増している地区である。
愛子からは広瀬川や国道48号線と並走し、山と田園の風景が広がる。陸前白沢 - 熊ケ根間にある第二広瀬川橋梁（熊ヶ根鉄橋）は深い峡谷に架かるものであり、絶景である。やがて作並駅に到着する。駅名の由来でもある作並温泉の玄関口でもあるが駅前は閑散としており、温泉街の中心と2 - 3キロ程度の距離がある。また駅のホームには日本初の交流電化を記念する「交流電化発祥地」の碑が建っている。ここを過ぎると山を越えて広瀬川支流の新川流域に入り、奥羽山脈の山岳風景一色となる。作並 - 奥新川間にあった八ツ森駅（臨時駅）は、1970年（昭和45年）まで存在した八森スキー場へのアクセス駅であった。その後鉄道ファンから秘境駅の一つとして認識されるようになったが、2014年（平成26年）3月に廃止された。奥新川駅も深い山の中に存在するが、こちらは定期列車が停車する。奥新川駅付近には大正時代から戦後にかけて秋保鉱山があり、また戦前から戦後にかけて新川森林鉄道があったため、人口600人あまりの集落が存在した時期もあった。現在はブナの森や渓流を楽しむ行楽客がこの駅を利用する。
奥新川を過ぎると、奥羽山脈を貫く仙山トンネルに入る。このトンネルを抜けると山形市に入り、面白山高原に着く。面白山高原駅は、全国で唯一鉄道でしか訪れることができないスキー場として2008年度まで営業していたスノーパーク面白山のゲレンデの中にあり、駅構内からスキーリフトに乗れた。そのため、冬季には当駅で降りてすぐスキーやスノーボードができるよう、仙台や山形の市街地の駅から、まるでゲレンデ内にいるようにスキーウェアを着、スキー靴を履いたまま仙山線に乗り込む者がよく見られた。冬場以外では面白山への登山客が当駅を利用する。また、この付近を始め、作並 - 山寺間では秋に車窓が紅葉によって華やかに彩られる。
山寺駅付近は観光地であるため旅館や土産屋が目立つ。山寺とは立石寺の通称である。山寺を過ぎるとのどかな田園風景が広がる。高瀬付近はスタジオジブリの映画『おもひでぽろぽろ』の舞台である。
羽前千歳から先は、正式には奥羽本線だが、山形新幹線や山形線とは別の狭軌線路を走る。羽前千歳のすぐ先で山形新幹線・山形線の標準軌線路と平面交差して右側に移り、北山形を過ぎると左沢線と合流し、まもなく山形駅に到着する。

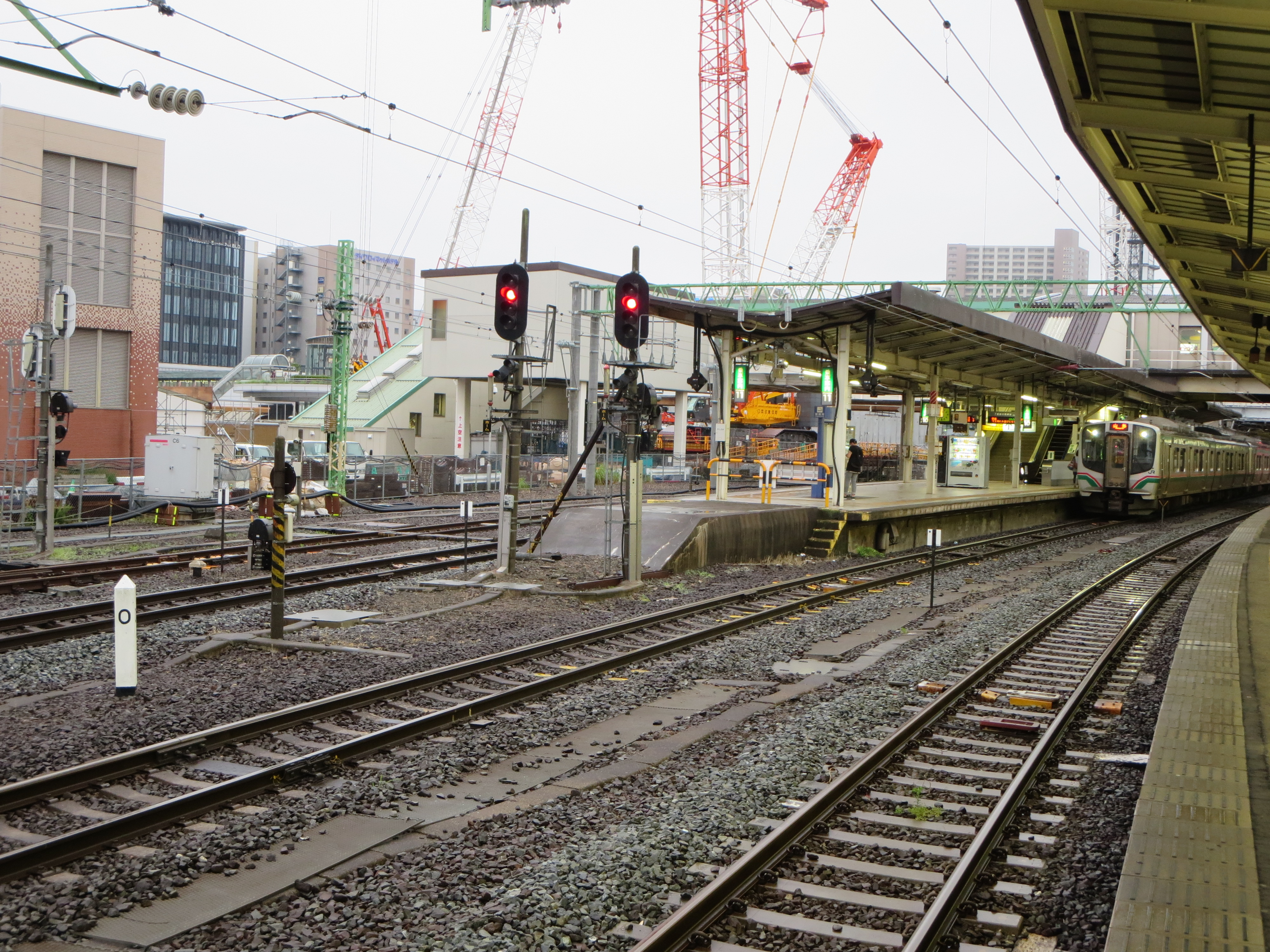
仙台駅にある仙山線の0キロポスト。右は7番線で待機中の山形行列車（2014年6月）
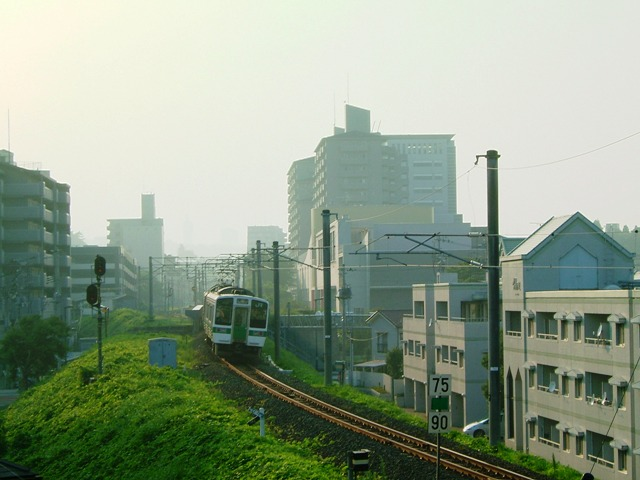
北仙台駅東側から北山方向を眺める（2005年7月）
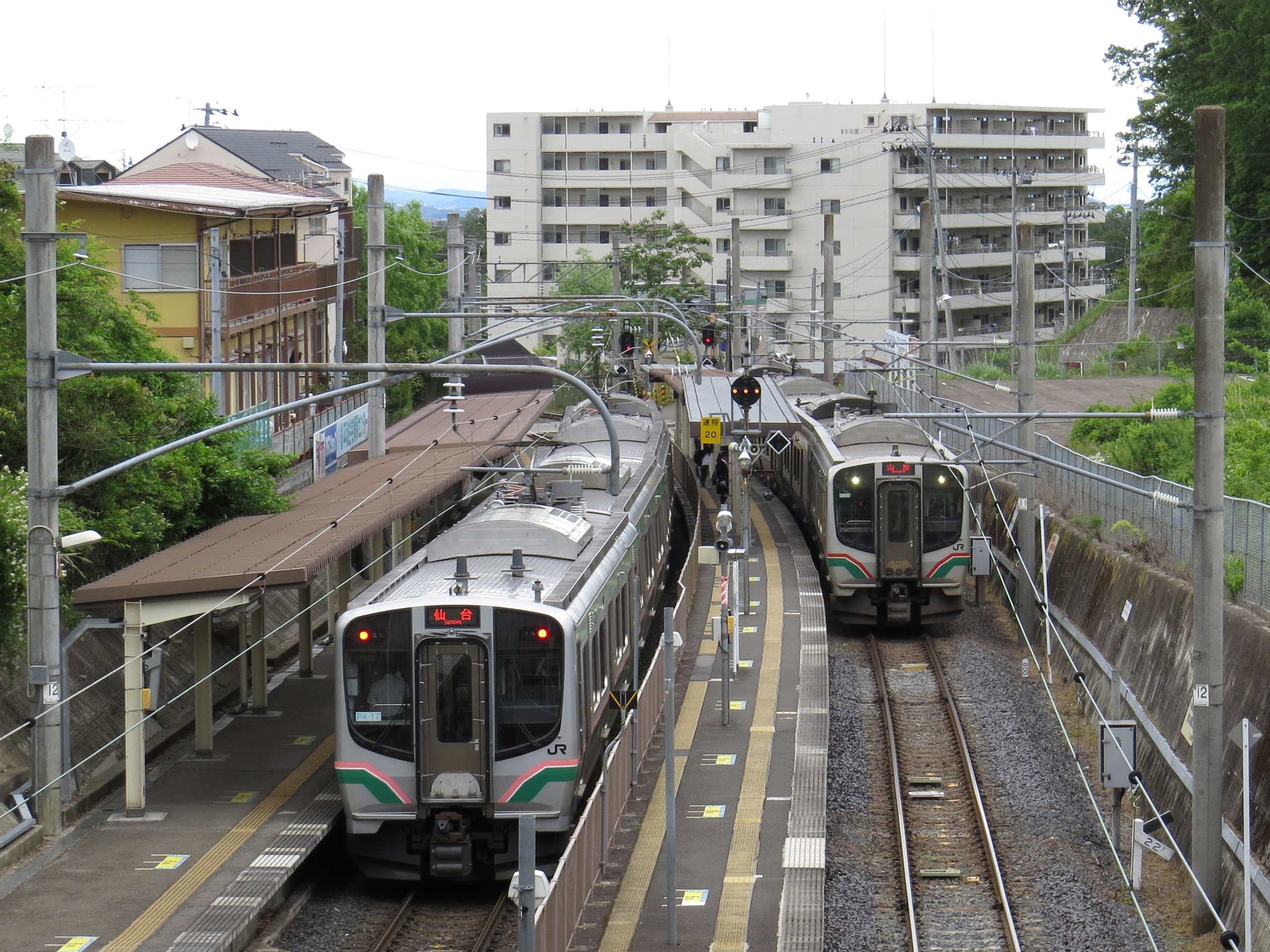
国見駅での列車行き違い（2017年6月4日）
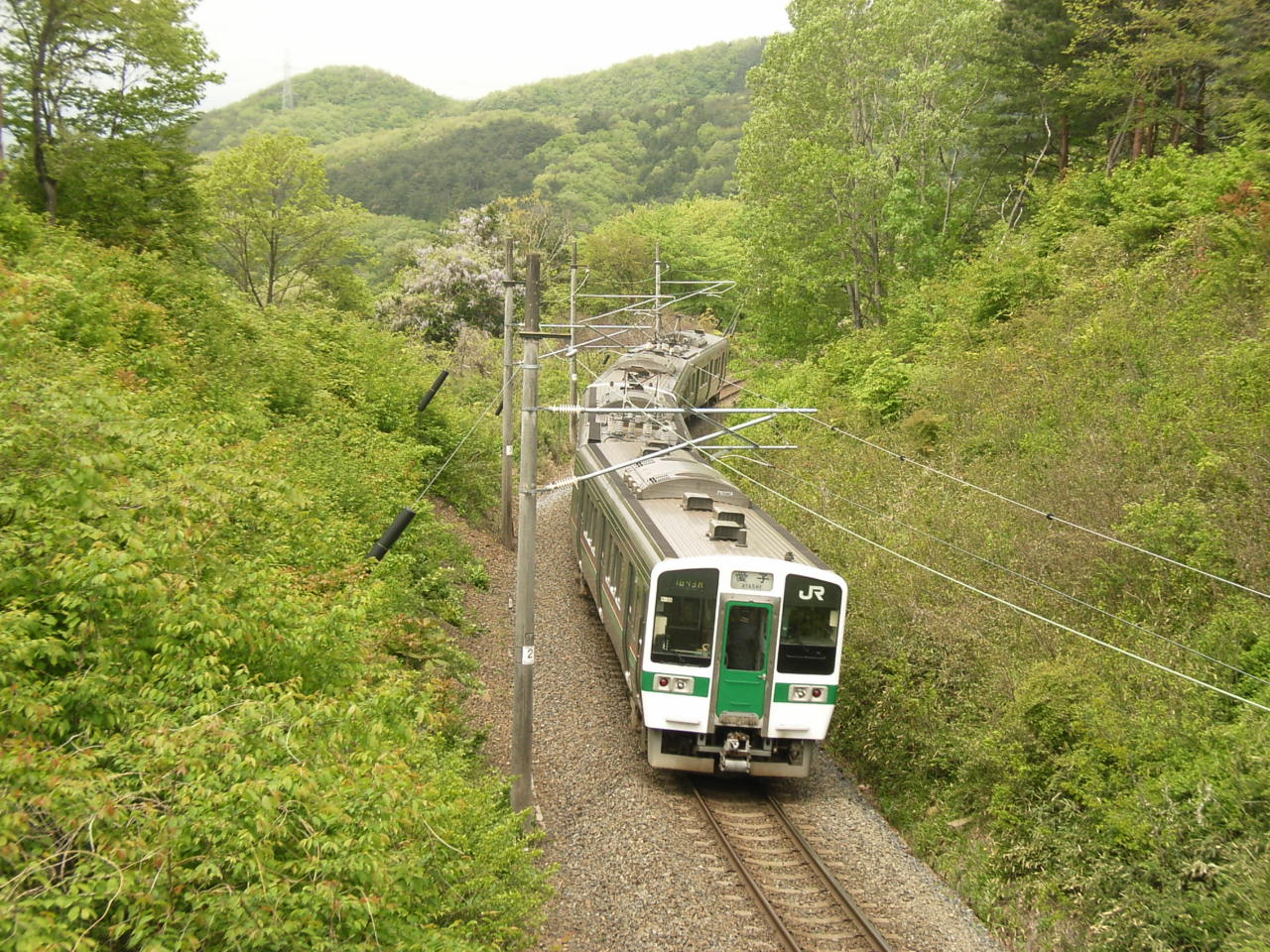
葛岡駅の西にある跨線橋より（2005年5月）
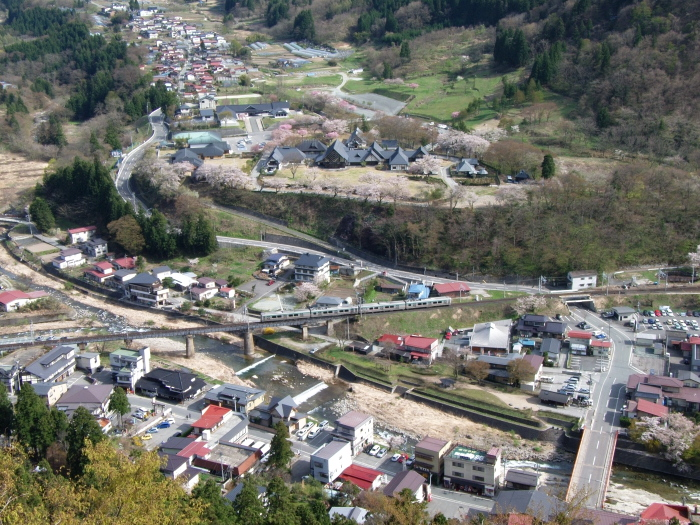
立石寺五大堂から見た仙山線（2009年4月）

## 駅一覧
便宜上、羽前千歳駅側の全列車が直通する奥羽本線山形駅までの区間を掲載。
- 仙：特定都区市内制度における「仙台市内」の駅
- 区分：直…直営駅、委…業務委託駅、簡…簡易委託駅、空欄…終日無人駅
  - 終日無人駅を除き、JR東日本による乗車人員集計対象駅[42]
- 停車駅
  - 普通列車は基本的にすべての旅客駅に停車するが、一部の列車は▽の駅を通過する。
  - 快速…●：停車駅、│：通過駅
- 線路 … ◇・∨・∧：列車交換可、｜：列車交換不可
  - 仙山線内は全線単線であり、奥羽本線区間でも当路線・左沢線用の狭軌は単線。

| 路線名   | 駅名              | 区分 | 営業キロ | 営業キロ | 快速                                                     | 接続路線・備考 | 線路 | 所在地               |
| 路線名   | 駅名              | 区分 | 駅間     | 累計     | 快速                                                     | 接続路線・備考 | 線路 | 所在地               |
| -------- | ----------------- | ---- | -------- | -------- | -------------------------------------------------------- | --- | ---- | -------------------- |
| 仙山線   | 仙台駅 仙         | 直   | -        | 0.0      | ●                                                        | 東日本旅客鉄道：東北新幹線・秋田新幹線・北海道新幹線・■東北本線・仙石東北ライン・■仙台空港アクセス線・■常磐線・■仙石線 仙台市地下鉄：■南北線 (N10)・■東西線 (T07) | ∨    | 宮城県 仙台市 青葉区 |
| 仙山線   | 東照宮駅 仙       | 委   | 3.2      | 3.2      | ●                                                        | | ｜   | 宮城県 仙台市 青葉区 |
| 仙山線   | 北仙台駅 仙       | 委   | 1.6      | 4.8      | ●                                                        | 仙台市地下鉄：■南北線 (N06) | ◇    | 宮城県 仙台市 青葉区 |
| 仙山線   | 北山駅 仙         | 委   | 1.7      | 6.5      | ●                                                        | | ｜   | 宮城県 仙台市 青葉区 |
| 仙山線   | 東北福祉大前駅 仙 | 委   | 1.0      | 7.5      | ●                                                        | | ｜   | 宮城県 仙台市 青葉区 |
| 仙山線   | 国見駅 仙         | 委   | 1.1      | 8.6      | ●                                                        | | ◇    | 宮城県 仙台市 青葉区 |
| 仙山線   | 葛岡駅 仙         |      | 1.5      | 10.1     | ●                                                        | | ｜   | 宮城県 仙台市 青葉区 |
| 仙山線   | 陸前落合駅 仙     | 委   | 2.6      | 12.7     | ●                                                        | | ◇    | 宮城県 仙台市 青葉区 |
| 仙山線   | 愛子駅 仙         | 委   | 2.5      | 15.2     | ●                                                        | | ◇    | 宮城県 仙台市 青葉区 |
| 仙山線   | 陸前白沢駅 仙     |      | 5.4      | 20.6     | │                                                        | | ◇    | 宮城県 仙台市 青葉区 |
| 仙山線   | 熊ケ根駅 仙       |      | 3.1      | 23.7     | │                                                        | | ｜   | 宮城県 仙台市 青葉区 |
| 仙山線   | 作並駅 仙         | 簡   | 5.0      | 28.7     | ●                                                        | | ◇    | 宮城県 仙台市 青葉区 |
| 仙山線   | 奥新川駅▽ 仙      |      | 5.1      | 33.8     | │                                                        | | ◇    | 宮城県 仙台市 青葉区 |
| 仙山線   | 面白山信号場      | -    | -        | 41.5     | │                                                        | | ◇    | 山形県 山形市        |
| 仙山線   | 面白山高原駅▽     |      | 8.7      | 42.5     | │                                                        | | ｜   | 山形県 山形市        |
| 仙山線   | 山寺駅            | 委   | 6.2      | 48.7     | ●                                                        | | ◇    | 山形県 山形市        |
| 仙山線   | 高瀬駅            |      | 3.7      | 52.4     | │                                                        | | ｜   | 山形県 山形市        |
| 仙山線   | 楯山駅            |      | 2.5      | 54.9     | │                                                        | | ◇    | 山形県 山形市        |
| 仙山線   | 羽前千歳駅        |      | 3.1      | 58.0     | ●                                                        | 東日本旅客鉄道：■奥羽本線（山形線 新庄方面） | ｜   | 山形県 山形市        |
| 奥羽本線 | 羽前千歳駅        |      | 3.1      | 58.0     | ●                                                        | 東日本旅客鉄道：■奥羽本線（山形線 新庄方面） | ｜   | 山形県 山形市        |
| 北山形駅 | 委                | 2.9  | 60.9     | ●        | 東日本旅客鉄道：■左沢線                                  | ◇ |      | 山形県 山形市        |
| 山形駅   | 直                | 1.9  | 62.8     | ●        | 東日本旅客鉄道：山形新幹線・■奥羽本線（山形線 米沢方面） | ∧ |      | 山形県 山形市        |

1. ↑  常磐線の正式な終点は東北本線岩沼駅だが、運転系統上は仙台駅へ乗り入れる。
2. ↑  左沢線の正式な起点は北山形駅だが、運転系統上は山形駅へ乗り入れる。

- 仙台駅 - 東照宮駅間の東北本線との分岐部分で仙台市宮城野区、奥新川駅 - 面白山信号場間で仙台市太白区を通るが、同区内に駅はない。

### 廃止駅
- 西仙台ハイランド駅（熊ケ根駅 - 作並駅間） - 2014年3月15日廃止。
- 八ツ森駅（作並駅 - 奥新川駅間） - 2014年3月15日廃止。

## 平均通過人員
各年度の平均通過人員（人/日）は以下のとおりである。
1987年度（昭和62年度）以降の5年毎の統計では、全線（仙台 - 羽前千歳）の平均通過人員（輸送密度）は1997年度（平成9年度）をピークとして減少したものの、その後は横這い傾向になっている。区間別では、仙台 - 愛子間が大きく増加している一方、愛子 - 羽前千歳間では1992年度（平成4年度）をピークとして減少している。
| 年度                   | 全線            | 区間        | 区間            | 出典   |
| 年度                   | 仙台 - 羽前千歳 | 仙台 - 愛子 | 愛子 - 羽前千歳 | 出典   |
| ---------------------- | --------------- | ----------- | --------------- | ------ |
| 1987年度（昭和62年度） | 6,645           | 11,983      | 5,369           | [ 43 ] |
| 1992年度（平成04年度） | 9,213           | 17,030      | 6,438           | [ 43 ] |
| 1997年度（平成09年度） | 9,753           | 20,403      | 5,971           | [ 43 ] |
| 2002年度（平成14年度） | 8,770           | 20,089      | 4,750           | [ 43 ] |
| 2007年度（平成19年度） | 8,673           | 22,058      | 3,920           | [ 43 ] |
| 2011年度（平成23年度） | 8,207           | 21,179      | 3,408           | [ 44 ] |
| 2012年度（平成24年度） | 8,807           | 23,157      | 3,711           | [ 44 ] |
| 2013年度（平成25年度） | 9,124           | 23,923      | 3,868           | [ 44 ] |
| 2014年度（平成26年度） | 8,951           | 23,564      | 3,762           | [ 44 ] |
| 2015年度（平成27年度） | 9,082           | 24,045      | 3,768           | [ 44 ] |
| 2016年度（平成28年度） | 9,067           | 24,353      | 3,638           | [ 45 ] |
| 2017年度（平成29年度） | 9,036           | 24,473      | 3,553           | [ 45 ] |
| 2018年度（平成30年度） | 9,046           | 24,781      | 3,457           | [ 45 ] |
| 2019年度（令和元年度） | 8,969           | 24,724      | 3,374           | [ 46 ] |
| 2020年度（令和02年度） | 5,983           | 17,432      | 1,917           | [ 46 ] |
| 2021年度（令和03年度） | 6,717           | 19,188      | 2,284           | [ 46 ] |
| 2022年度（令和04年度） | 7,641           | 21,283      | 2,796           | [ 46 ] |
| 2023年度（令和05年度） | 8,263           | 22,646      | 3,155           | [ 47 ] |